# Fotbal pe plajă
Fotbalul pe plajă este o variantă a fotbalului jucat pe o plajă sau o formă de nisip. Jocul pune accentul pe tehnicitate, agilitate și șuturi la poartă.
Neoficial, fotbalul s-a jucat pe plajă pentru mai mulți ani. Fotbalului pe plajă a fost introdus ca sport oficial în încercarea de a impune un set de reguli. Acest lucru a fost făcut în 1992 de fondatorii Beach Soccer Worldwide, companie care dezvoltă acest sport și este responsabilă cu turneele majore din prezent, din 2005 în colaborare cu FIFA. Organizarea de competeții oficiale a dus la creșterea popularității sportului.

## Legături externe
- Legile jocului Arhivat în 19 octombrie 2012, la Wayback Machine. pe site-ul FIFA